# Diaphorus varitibia
Diaphorus varitibia är en tvåvingeart som beskrevs av Octave Parent 1932. Diaphorus varitibia ingår i släktet Diaphorus och familjen styltflugor. Inga underarter finns listade i Catalogue of Life.